# Haplinis subclathrata
Haplinis subclathrata är en spindelart som beskrevs av Simon 1894. Haplinis subclathrata ingår i släktet Haplinis och familjen täckvävarspindlar. Inga underarter finns listade i Catalogue of Life.